# Thliptodon gegenbauri
Thliptodon gegenbauri is een slakkensoort uit de familie van de Clionidae. De wetenschappelijke naam van de soort is voor het eerst geldig gepubliceerd in 1886 door Boas.